# Municipio de Sappa (Kansas)
El municipio de Sappa (en inglés: Sappa Township) es un municipio ubicado en el condado de Decatur en el estado estadounidense de Kansas. En el año 2010 tenía una población de 36 habitantes y una densidad poblacional de 0,39 personas por km².

## Geografía
El municipio de Sappa se encuentra ubicado en las coordenadas 39°47′41″N 100°41′8″O / 39.79472, -100.68556. Según la Oficina del Censo de los Estados Unidos, el municipio tiene una superficie total de 93.26 km², de la cual 93,22 km² corresponden a tierra firme y (0,04 %) 0,04 km² es agua.

## Demografía
Según el censo de 2010, había 36 personas residiendo en el municipio de Sappa. La densidad de población era de 0,39 hab./km². De los 36 habitantes, el municipio de Sappa estaba compuesto por el 88,89 % blancos, el 5,56 % eran afroamericanos, el 5,56 % eran asiáticos. Del total de la población el 0 % eran hispanos o latinos de cualquier raza.